# Constantin Régamey
Constantin (Konstanty) Régamey (ur. 28 stycznia 1907 w Kijowie, zm. 27 grudnia 1982 w Lozannie) – polsko-szwajcarski kompozytor, krytyk muzyczny i indolog.

## Życiorys

### Edukacja
Absolwent Gimnazjum im. Jana Zamoyskiego w Warszawie (1925). Muzyki uczył się m.in. u Reinholda Gliera oraz Jerzego Turczyńskiego. Studiował filologię klasyczną i indologię w Warszawie (studia ukończył w 1931 roku), a od 1932 roku orientalistykę i językoznawstwo w Paryżu. W 1935 roku na Uniwersytecie Józefa Piłsudskiego w Warszawie uzyskał doktorat w zakresie filologii indyjskiej i gramatyki porównawczej języków indoeuropejskich. Pełnił obowiązki starszego asystenta UJP, a od 27 września 1938 objął stanowisko docenta filologii indyjskiej na Wydziale Humanistycznym UJP. Na uniwersytecie wykładał indologię. Od 1932 roku działał również jako krytyk muzyczny. W latach 1937–1939 redagował czasopismo „Muzyka Polska”. Od 1937 roku był żonaty z Anną Janiną Kucharską.

### Czasy II wojny światowej
W czasie II wojny światowej przebywał w Polsce, był kurierem Armii Krajowej. Działał w konspiracyjnej organizacji katolickiej Unia, kierowanej przez Jerzego Brauna. 
Grywał w kawiarniach jako pianista, zadebiutował też jako kompozytor – lekcji kompozycji udzielał mu Kazimierz Sikorski. Jako jeden z pierwszych kompozytorów w Polsce stosował technikę dodekafoniczną. Zastosował ją w Kwintecie wykonanym w czasie okupacji na konspiracyjnym koncercie w Warszawie.
Po upadku Powstania warszawskiego, umieszczony przez Niemców w obozie w Sztutowie, potem w Hamburgu, zwolniony w listopadzie 1944 roku jako obywatel szwajcarski.

### Czasy powojenne
Od 1944 do 1977 roku wykładał filologię orientalną i słowiańską na uniwersytetach we Fryburgu i Lozannie. Był prezesem Association des Musiciens Suisses (1963–1968). W 1964 roku powołał do życia Szwajcarską Radę Muzyczną.
Komponował utwory orkiestrowe, kameralne, wokalno-instrumentalne (Pieśni perskie). Wiele z nich prawykonywał Paul Sacher. Publikował na temat buddyzmu oraz teorii muzyki.
Po wojnie wielokrotnie przyjeżdżał Polski, zarówno jako filozof-indolog, m.in. jako recenzent pracy habilitacyjnej ks. Franciszka Tokarza (KUL 1957) czy doktoratu Tomasza Rucińskiego (ATK 1978), jak i jako muzyk – na festiwalu Warszawska Jesień.

## Wybrane kompozycje
(wg źródła)
- Preludium na fortepian (1920)
- Sześć pieśni młodzieńczych na sopran i fortepian (1921)
- Preludium na fortepian (1921)
- Andante na fortepian (1921-29)
- Studio da concerto na fortepian (1935)
- Pieśni perskie [wersja I] na baryton i fortepian (1942)
- Pieśni perskie [wersja II] na baryton i 2 fortepiany (1942)
- Pieśni perskie [wersja III] na bas-baryton i orkiestrę kameralną (1942)
- Kwintet na klarnet, fagot, skrzypce, wiolonczelę i fortepian (1942-44)
- Sonatina na flet i fortepian (lub klawesyn) (1945)
- Introduction et Allegro na orkiestrę (1946)
- Kwartet smyczkowy nr 1 (1948)
- Variazioni e Tema na wielką orkiestrę (1948)
- Musique pour cordes (1953)
- Cinq Etudes [wersja I] pour voix de femme et piano (1955)
- Cinq Etudes [wersja II] pour voix de femme et orchestre (1956)
- Don Robott, opera w 2 aktach [niedokończona] (1959–68)
- Drei Lieder des Clowns für Bass-Bariton und Orchester (1960-68)
- Cinq Poèmes de Jean Tardieu pour choeur mixte de solistes a cappella (1962)
- Autographe [wersja I] pour orchestre de chambre (1962)
- 4 × 5. Concerto pour quatre quintettes na 4 kwintety i orkiestrę (1964)
- Variations sur un thème de Bartók pour violon et violoncelle (1966)
- Autographe [wersja II] pour orchestre de chambre (1966)
- Symphonie de l’incantation pour grand orchestre, soprano et baryton (1967)
- Nietożsamość a nieskończoność (La Non-Identité Infinie) na niemą recytatorkę, śpiew i niezidentyfikowaną liczbę instrumentów [utwór napisany pod pseudonimem Anonymus Helveticus] (1967)
- Drei Lieder des Clowns (z opery Don Robott) na baryton i orkiestrę (1968)
- Alpha..., cantate pour tenor et grand orchestre (1970)
- Mio, mein Mio, opera w 2 aktach „dla dzieci i dorosłych” (1973)
- Lila. Koncert podwójny na skrzypce, wiolonczelę i małą orkiestrę (1976)
- Wizje, kantata na baryton, chór, orkiestrę i organy (1978)